# Raïon de Lviv
Le raïon de Lviv (en ukrainien : Львівський район) est un raïon (district) dans l'oblast de Lviv en Ukraine.
Avec la réforme administrative de 2020, le raïon fut agrandi au détriment des raïons de Horodok, de Poustomyty, de Kamianka-Bouzka, de Jovkva et de Peremychliany.
Il se compose actuellement des hromadas :
- Bibrka hromada ;
- Chchyrets hromada;
- Davydiv hromada ;
- Dobrosyn-Maheriv hromada ;
- Hlyniany hromada ;
- Horodok hromada ;
- Kamianka-Bouzka hromada ;
- Komarno hromada ;
- Kulykiv hromada ;
- Lviv hromada ;
- Murovane hromada ;
- Novyi Yarychiv hromada ;
- Obrochyne hromada ;
- Peremychliany hromada ;
- Pidberiztsi hromada ;
- Pustomyty hromada ;
- Rava-Rosuska hromada ;
- Sokilnyky hromada ;
- Solonka hromada hromada ;
- Velykyi Liubin hromada ;
- Zhovkva hromada ;
- Zhovtantsi hromada ;
- Zymna Voda hromada.

## Patrimoine
Le monastère Saint-Nicolas de Krekhiv, le Château de Jovkva.

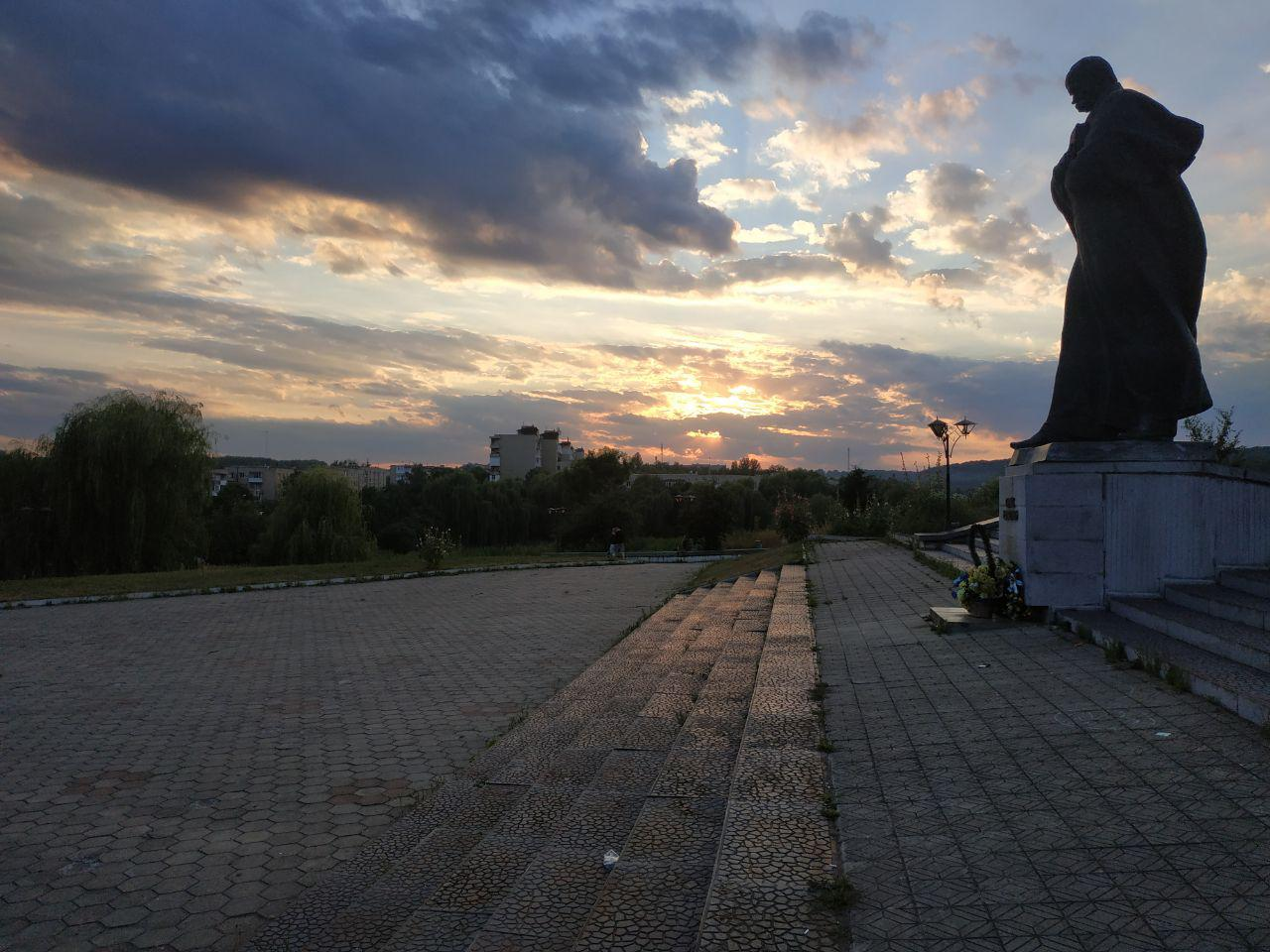
Buste de Taras Chevtchenko à Novy-Rozdyl, classé[1],
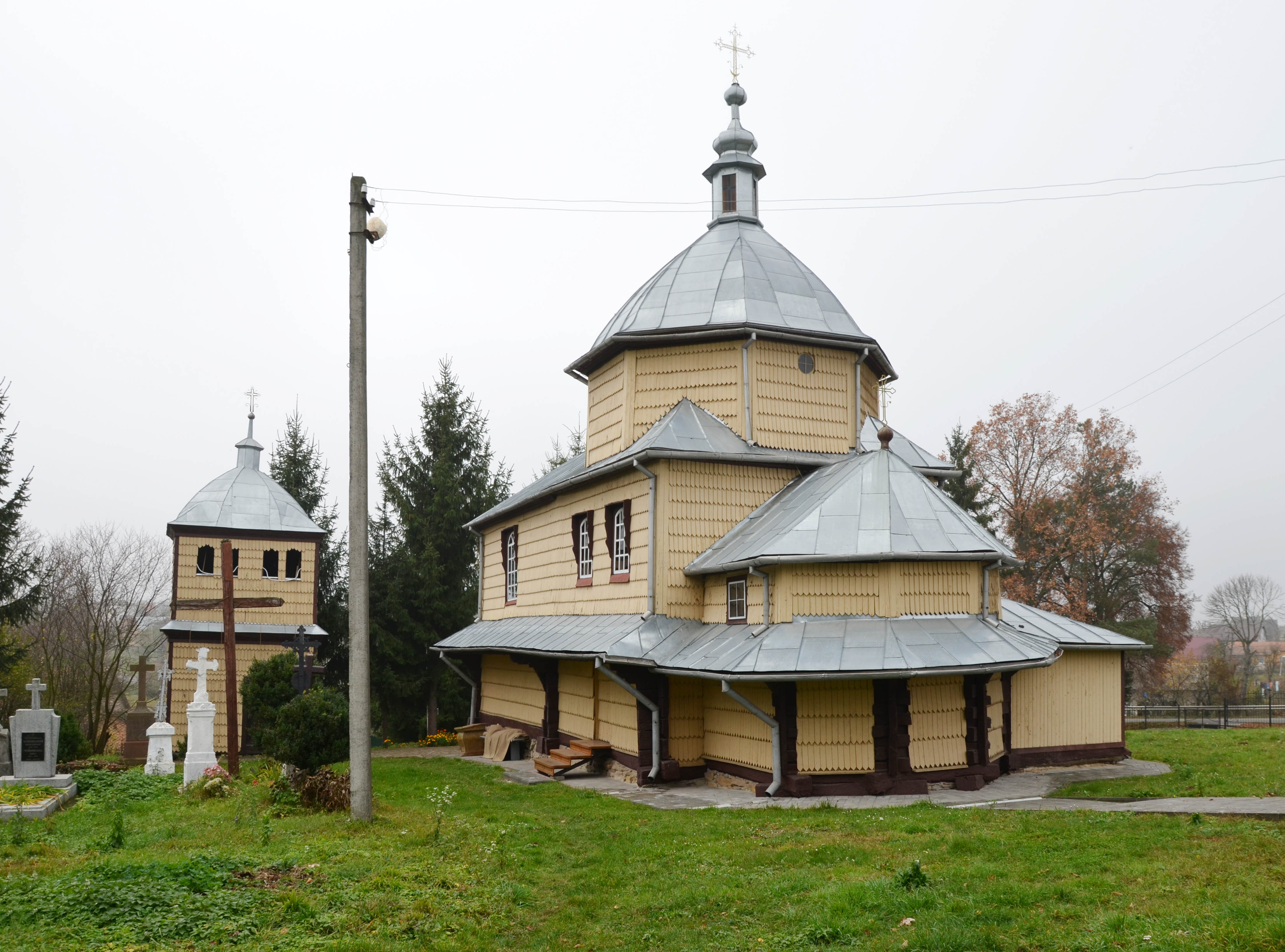
l'église de Vysloboky, classé[2],[3],
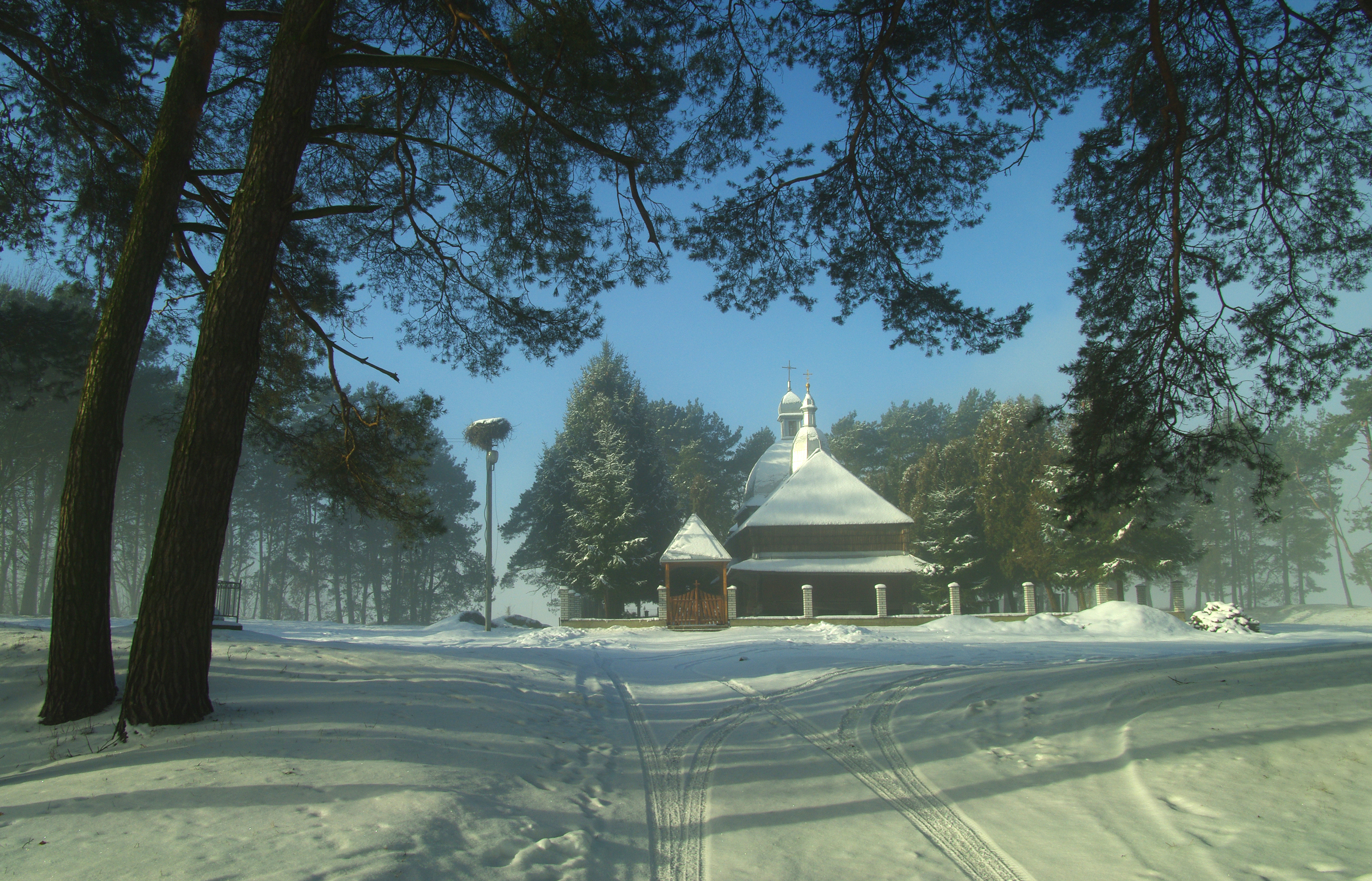
l'église de Bessidy, classé[4],
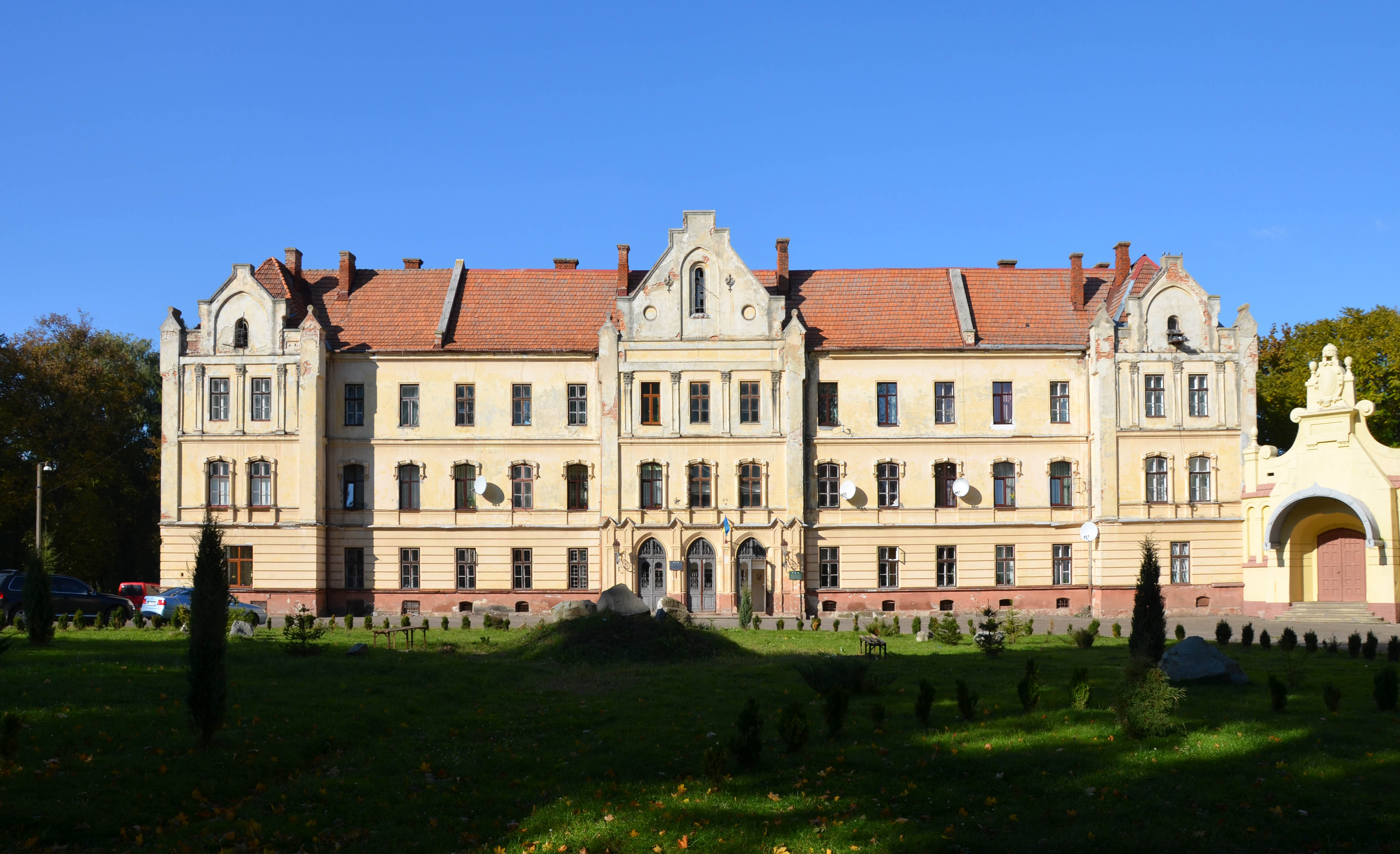
académie d'agriculture de Doublyani, classé[5],[6],
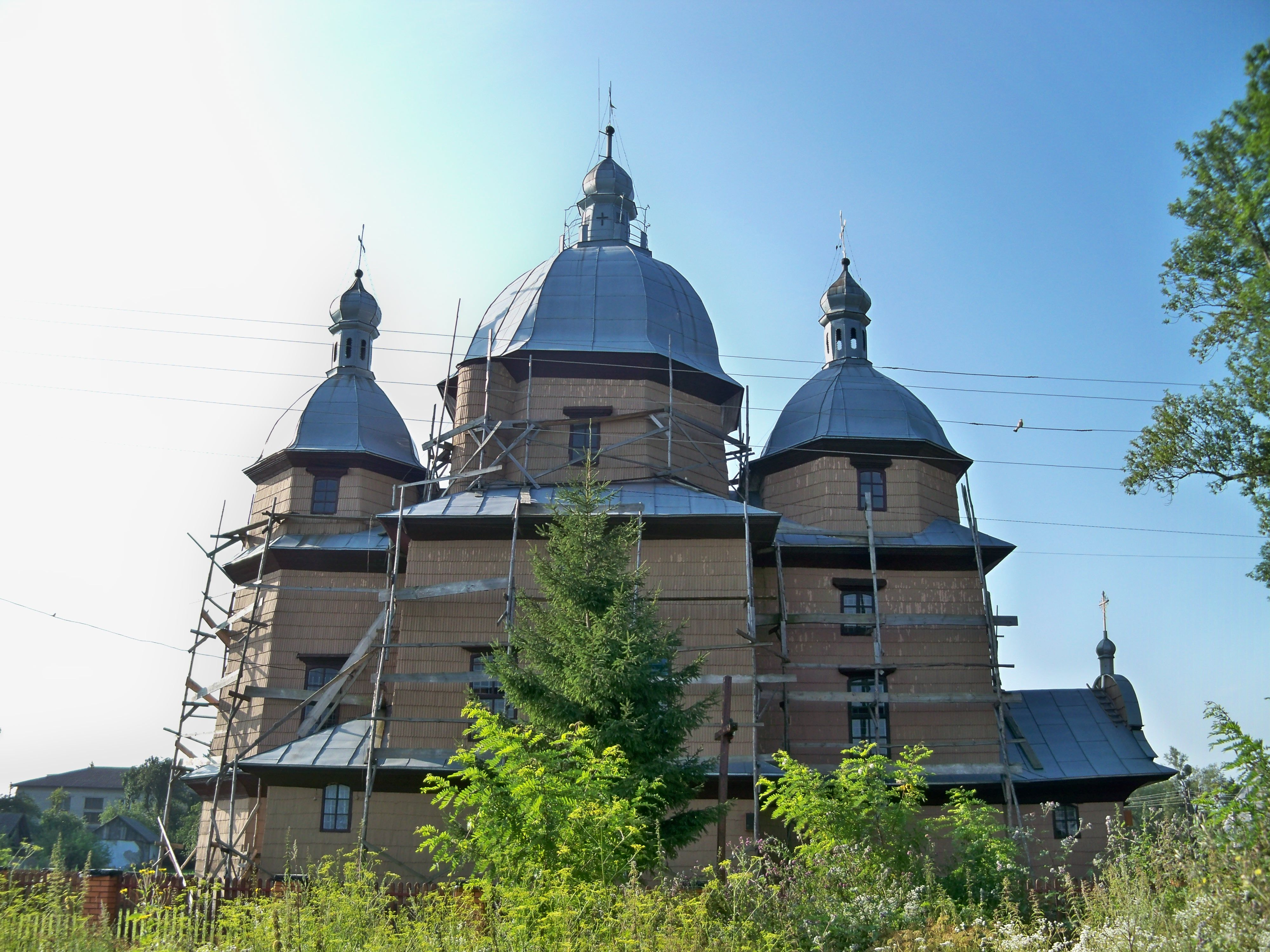
l'église de Batiatychi, classé[7],[8].